# Пред да се раздени
«Пред да се раздени» (укр. «Перед світанком») — пісня македонських співаків Влатко Лозаноскі та Есми Реджепової, з якою вони представлятимуть Македонію на пісенному конкурсі Євробачення 2013 в Мальме. Спочатку для виступу було обрано пісню «Imperija». Пісня була виконана 16 травня в другому півфіналі, але до фіналу не пройшла.